# Pistola PB
La PB (acrónimo en ruso de Пистолет Бесшумный; Pistolet Besshumnyy, pistola silenciosa, código GRAU 6P9) es una pistola semiautomática silenciada soviética, basada en la Makarov PM y producida por la Fábrica mecánica de Izhevsk; desde la fusión de la Fábrica mecánica de Izhevsk con la Fábrica de maquinarias de Izhevsk para formar la Corporación Kalashnikov, ha seguido siendo producida por esta última empresa. Entró en servicio en 1967.

## Diseño y características
La PB utiliza un silenciador integrado, el cual, al contrario de la mayoría de sistemas similares, se compone de dos piezas. Esto permite transportar y ocultar la pistola sin la sección delantera del silenciador instalada, además de instalarlo rápidamente antes de emplearla. En caso de emergencia, la pistola puede dispararse sin la sección delantera del silenciador instalada. Cuando se dispara de esta manera, la PB produce el mismo sonido que una pistola Makarov estándar. El silenciador desmontado es transportado en un compartimiento especial de la funda, que es específica para la PB.
El diseño y el mecanismo de disparo de la PB están basados en los de la pistola Makarov. Como la parte delantera del cañón está cubierta por el silenciador, la corredera es muy corta y no permite la instalación de un muelle recuperador dentro de ella. Por este motivo, el muelle recuperador está dentro de la empuñadura y acciona la corredera a través de una larga palanca.
El alza y el punto de mira son fijos. Utiliza el mismo cargador de 8 cartuchos de la pistola Makarov.

## Usuarios
- Bielorrusia – Es empleada para ejecuciones.[6][7]
- Georgia – Empleada por las Fuerzas Armadas de Georgia y las Fuerzas Especiales del Ministerio del Interior de Georgia.
- Rusia – Empleada por las Fuerzas de Operaciones Especiales.
- Siria – Empleada por el Ejército Árabe Sirio, unidades especiales y la policía.
- Ucrania – Empleada por el Servicio de Seguridad de Ucrania.

### Anteriores
- Unión Soviética – Empleada por la KGB, las unidades especiales del Ministerio de Asuntos Internos (OMON) y los grupos de reconocimiento del Ejército Soviético.[5]